# Салмановка (Ульяновська область)
Салмановка (рос. Салмановка) — присілок в Ульяновському районі Ульяновської області Російської Федерації.
Населення становить 1460 осіб. Входить до складу муніципального утворення Ішеєвське міське поселення.

## Історія
Від 2004 року входить до складу муніципального утворення Ішеєвське міське поселення.

## Населення
| 2010 |
| ---- |
| 1460 |